# Uman
Uman és una localitat ucraïnesa que està situada en la Província de Txerkassi, Uman és un centre de pelegrinatge internacional de jueus hassídics. Al voltant de la tomba del rabí i místic Nakhman de Breslev, també conegut com a Nakhman de Breslov, fundador de la branca de l'hassidisme de Breslev, es reuneixen cada any per celebrar el Roix ha-Xanà, o cap d'any jueu (pels voltants de setembre i octubre), milers de pelegrins de tot el món. En 2010 van arribar a ser entre 25.000 i 35.000, d'acord amb diferents mitjans. El nom Bratslav es refereix al municipi de l'óblast de Vínnytsia on el místic va viure i va desenvolupar les seves teories.